# Walter Stein (SS-Mitglied)
Walter Stein (* 6. November 1896 in Schwelm; † 11. August 1985 in Garmisch-Partenkirchen) war ein deutscher SS-Oberführer und Polizeipräsident.

## Leben
Walter Stein war Sohn des Schlossers Karl Stein und dessen Ehefrau Auguste, geborene Frech. Nach dem Ende der Volksschulzeit begann er eine Ausbildung zum Schlosser und setzte seine Schullaufbahn fort, legte jedoch kriegsbedingt die Reifeprüfung nicht mehr ab. Als Kriegsfreiwilliger nahm er nach militärischer Grundausbildung am Ersten Weltkrieg teil und war danach an der Westfront eingesetzt, wo er mehrfach schwere Kriegsverletzungen erlitt. Mehrfach ausgezeichnet schied er Ende 1918 aus der Armee aus. Danach belegte er für drei Semester Kurse an der Maschinenbauschule Elberfeld/Wuppertal. Ob er einem Freikorps angehörte, ist nicht erwiesen. Zur Zeit der Weimarer Republik war er in Berlin als Fahrer und im kaufmännischen Bereich tätig und wurde im Zuge der Weltwirtschaftskrise arbeitslos.
Walter Stein trat Anfang Mai 1929 in die NSDAP (Mitgliedsnummer 255.956) und zeitgleich in die SA ein. Anfang November 1930 wurde er in Berlin Mitglied in der SS (SS-Nr. 12.780) und machte in dieser NS-Organisation nebenamtlich Karriere. 1931 wurde er Untersturmführer. 1932 erfolgte seine Ernennung zum Hauptsturm- und im darauffolgenden Jahr zum SS-Sturmbannführer und Obersturmbannführer. 1934 wurde er zum SS-Standartenführer befördert. Bis zu diesem Zeitpunkt gehörte er dem Stab des SS-Oberabschnitt Ost an, zuerst unter Kurt Daluege und dann unter Sepp Dietrich.
Ab 1934 war er hauptamtlich bei der DAF tätig und wurde ehrenamtlicher Reichsarbeitsrichter am Ehrendisziplinarhof in Leipzig. Am 1. Januar 1936 stieg er zum SS-Oberführer auf und wurde als solcher im SS-Abschnitt XXIX zunächst in Mannheim, anschließend in Konstanz tätig. Dort war er als SS-Abschnittsführer bis 1939 eingesetzt und maßgeblich für die Zerstörung der dortigen Synagoge in der Reichspogromnacht verantwortlich.
Nach dem Beginn des Zweiten Weltkrieges wurde er 1940 zum kommissarischen Polizeidirektor in Thorn ernannt. Ab Oktober 1941 war er zunächst kommissarisch und ab Februar 1943 Polizeipräsident in Danzig, eine Versetzung nach Warschau Anfang 1944 scheiterte erkrankungsbedingt. Er wechselte von Danzig  Anfang November 1944 als Polizeipräsident nach Litzmannstadt, dem von den deutschen Besatzern umbenannten Łódź. Im Januar 1945 konnte sich Stein aus der von der Roten Armee eingeschlossenen Stadt mit Angehörigen einer Polizeieinheit nach Danzig absetzen, wo er mit der Ausschiffung der Zivilbevölkerung beauftragt wurde. Mit einem Schiff der Kriegsmarine setzte er schließlich in den Westen des Deutschen Reiches über nach Fürstenfeldbruck und flüchtete nach Garmisch-Partenkirchen und von dort nach Tirol.
Nach Kriegsende wurde Stein am 3. Juni 1945 von Angehörigen der US-Armee verhaftet und in Dachau und Augsburg interniert. Schließlich wurde er an Polen ausgeliefert. Dort wurde er 1947 in Danzig angeklagt und 1949 wegen Mitgliedschaft in einer verbrecherischen Organisation und Verbrechen gegen das polnische Volk zu einer siebenjährigen Haftstrafe verurteilt, die er bis Anfang 1954 verbüßte. Nach Deutschland zurückgekehrt lebte er mit seiner Familie in Garmisch-Partenkirchen und bestritt seinen Lebensunterhalt als Lagerverwalter. In Deutschland wurde 1962 Anklage gegen ihn wegen der Zerstörung der Synagoge in Konstanz erhoben. Das Verfahren wurde allerdings 1963 wegen Verjährung eingestellt.

## Auszeichnungen
- SS-Ehrenring